# Addams Groove
Addams Groove è un singolo del rapper statunitense MC Hammer, pubblicato nel 1991 come estratto dall'album Too Legit To Quit. Il singolo è parte della colonna sonora del film diretto da Barry Sonnenfeld La famiglia Addams (The Addams Family) del 1991, utilizzato come tema dei titoli di coda.

## Descrizione
Il singolo è stato composto dal rapper MC Hammer unitamente a Felton C. Pilate II, su testi di MC Hammer. È stato l'ultimo singolo del rapper statunitense a raggiungere la top ten dei singoli negli USA.
Il singolo si è aggiudicato il Razzie Award nel 1991 quale peggior canzone originale.
Per promuovere il singolo è stato girato un video che raffigura MC Hammer ballare all'interno della casa degli Addams e in compagnia di vari membri del cast, quali Christina Ricci (Mercoledì) e Jimmy Workman (Pugsley). Il video comprende inoltre numerose scene tratte dal film. Il video è stato proiettato nei cinema prima del film nelle prime settimane di distribuzione.

## Tracce (parziale)
CD
1. Addams Groove (LP Version) – 3:57 (testo: MC Hammer – musica: Felton C. Pilate II, MC Hammer)
2. Addams Groove (Instrumental) – 3:57 (musica: Felton C. Pilate II, MC Hammer)
3. 2 Legit 2 Quit (Edit) – 5:02 (testo: MC Hammer – musica: Felton C. Pilate II, MC Hammer)

Durata totale: 12:56

## Crediti
- MC Hammer - voce

## Riconoscimenti
- 1991 - Razzie Awards
  - peggior canzone originale ad Addams Groove di MC Hammer[2][3]

## Cover
- Nel 1991 Addams Groove è stata parodiata dal duo comico Alamia & Sperandeo (composto da Giovanni Alamia e Tony Sperandeo) con il titolo Rap Ghiaccio, ed è contenuta nel loro album dello stesso anno Brutti, sporchi e monelli.[4]
- Nel 2006 The Film Score Dance Band ne ha realizzato una cover contenuta nell'album Dance Movie Hits.[4]
- Nel 2010 il gruppo rap Das Racist ha campionato un riff di Addams Groove nel brano People Are Strange, contenuto nell'album Sit Down, Man.[4]
- Nel 2012 il gruppo OV7 ne ha realizzato una cover pubblicata all'interno dell'album Forever 7.[4]